# Soul Tree
《Soul Tree》는 박효신의 4번째 정규음반으로서 2004년 4월 19일에 발매되었다. 타이틀곡은 〈그곳에 서서〉이고 총 14개의 트랙으로 구성되어있다. 이 음반은 앨범표지가 두가지인 버전으로 발매되었다.

## 트랙리스트
| #   | 제목                          | 작사           | 작곡   | 편곡   | 재생 시간 |
| --- | ----------------------------- | -------------- | ------ | ------ | --------- |
| 1.  | 〈나처럼〉                    | 방시혁         | 김도훈 | 김도훈 | 4:46      |
| 2.  | 〈Hey U Come On〉             | 이소라         | 박효신 | 김도훈 | 4:51      |
| 3.  | 〈그곳에 서서〉               | 채정은         | 신재홍 | 신재홍 | 4:16      |
| 4.  | 〈Believe In You〉            | 샘 리          | 샘 리  | 샘 리  | 3:54      |
| 5.  | 〈몰랐죠〉                    | 허승경         | 김광진 | 강호정 | 4:55      |
| 6.  | 〈너를 꿈꾸며〉 (Interlude)   | ·              | 신재홍 | ·      | 0:59      |
| 7.  | 〈찾을 수 없는 길〉           | 신재홍, 박효신 | 신재홍 | 신재홍 | 4:34      |
| 8.  | 〈친구라는 건〉 (with 김범수) | 한경혜         | 황찬희 | 황찬희 | 4:22      |
| 9.  | 〈보낼 수 없는 너〉           | 윤사라         | 신재홍 | 신재홍 | 4:10      |
| 10. | 〈늘 그대로〉                 | 김태윤         | 신형   | 신형   | 4:10      |
| 11. | 〈Want It ?!!〉               | 하림           | 하림   | 하림   | 4:00      |
| 12. | 〈왜 눈물만 나는지〉          | 이기찬         | 이기찬 | 이기찬 | 3:54      |
| 13. | 〈니가 들려준 말〉            | 허승경         | 김광진 | 박용준 | 3:44      |
| 14. | 〈그 흔한 남자여서〉          | 이소라         | 김현철 | 김현철 | 4:37      |